# サザンカリフォルニア・ロジスティックス空港
サザンカリフォルニア・ロジスティックス空港（英語: Southern California Logistics Airport, 略称:SCLA）はアメリカ合衆国カリフォルニア州ヴィクターヴィルに位置する空港。ヴィクターヴィル空港（Victorville Airport）とも呼ばれる。現在は民間空港であるが、1941年から1992年まではアメリカ空軍のジョージ空軍基地として利用されていた。まれに、名称をすべて日本語訳して南カリフォルニア物流空港と称されることもある。
南カリフォルニアの航空物流の拠点であるとともに、使用されなくなった航空機の保管・解体場所としても有名である。
2014年現在、旅客定期便は就航していない。

## 設備
当空港は2,300エーカー (930 ha)の土地に2本の滑走路が存在する。
空港に隣接するサザンカリフォルニア・ロジスティックスセンター（南カリフォルニア物流センター）には2,000 sq ft (190 m2)といった小規模なものから1,000,000 sq ft (93,000 m2)という大規模なものまで、様々な倉庫や配送センターが設置されている。
市街戦のための訓練施設も存在しており、最近10年間で15,000人のアメリカ兵がここで訓練を受けた。

## 概要

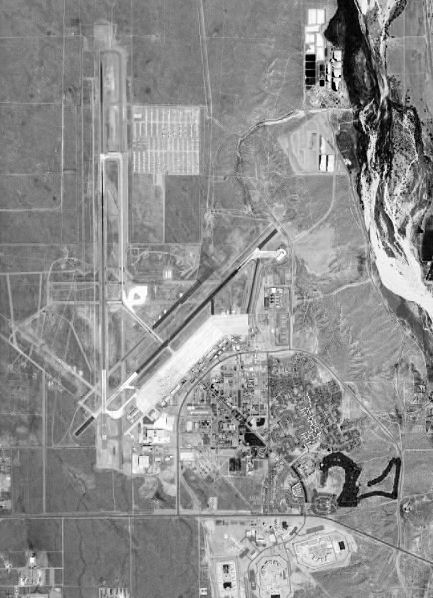
1994年のジョージ空軍基地

アメリカ連邦政府はジョージ空軍基地が1992年に閉鎖することで空洞化するビクター・バレーを救済するため、民間空港への転用を実施することになった。転用にあたってはロジスティクスを必要とする大企業に対して、アメリカ西部におけるインターモーダル輸送のゲートウェイを提供することが計画された。
2000年7月には商務省から外国貿易地域（Foreign Trade Zone、FTZ）として認定された。この認定は当空港が南カリフォルニアからの輸出拠点として利用されることによる経済発展の契機となった。
同時期に運輸省から、滑走路を10,050 ft (3,060 m)から13,050 ft (3,980 m)に延伸する事業に対して4,900,000ドルの予算が承認され、より航続距離の長いジェット輸送機の就航も可能となった。この3,000 ft (910 m)の延伸は、夏季の高温の中でも満載の貨物機がより確実に離陸できるよう、また毎年7万名にも上るフォート・アーウィン陸軍訓練所からの兵員輸送の効率化のために必要であった。延伸の結果、当空港の滑走路（17/35）はデンバー国際空港の16,000 ft (4,900 m)に次いでアメリカ国内で2番目の長さとなった。
この空港は毎年行われる訓練地への兵員輸送に際して、最も効率的かつ安全な位置に存在している空港の1つであると認められており、2002年（会計年度）にはアメリカ陸軍に対し、フォート・アーウィンで行われる軍事訓練への兵員輸送の経由地として空港を使用するために1,300,000ドルの予算が割り当てられた。 
2006年後半よりDC-10 スーパータンカーと呼ばれる空中消火用航空機の運用拠点になっており、カリフォルニア州で山火事などが発生した際にはこの空港から出発することになっている。
2007年8月9日には国防高等研究計画局（DARPA）がロボットカーレースのDARPAグランド・チャレンジ2007年大会の会場として利用した。空軍基地時代に設置された市街戦用の軍事訓練施設を活用し、同大会としては初めて市街地を想定したレースが行われた。これはアメリカの国防計画を柔軟な発想で研究するDARPAが、米軍が海外でロボットカーを実戦投入することをシミュレーションする際に当空港の施設が最適だと評価したためである。

## 「飛行機の墓場」
SCLAは広大な土地と乾燥した気候を活かし、退役した飛行機が世界中から集められる「飛行機の墓場」としても機能している。この空港で解体される機体がある一方で、ただの保管（ストア）を目的として飛来する機体もあり、そういった機体は再度売却されて他の（あるいは元の）航空会社に再就航する。撮影に訪れる航空ファンも少なくないが、警備が厳しいため周囲の道路から撮影していると警告を受ける場合があるという。

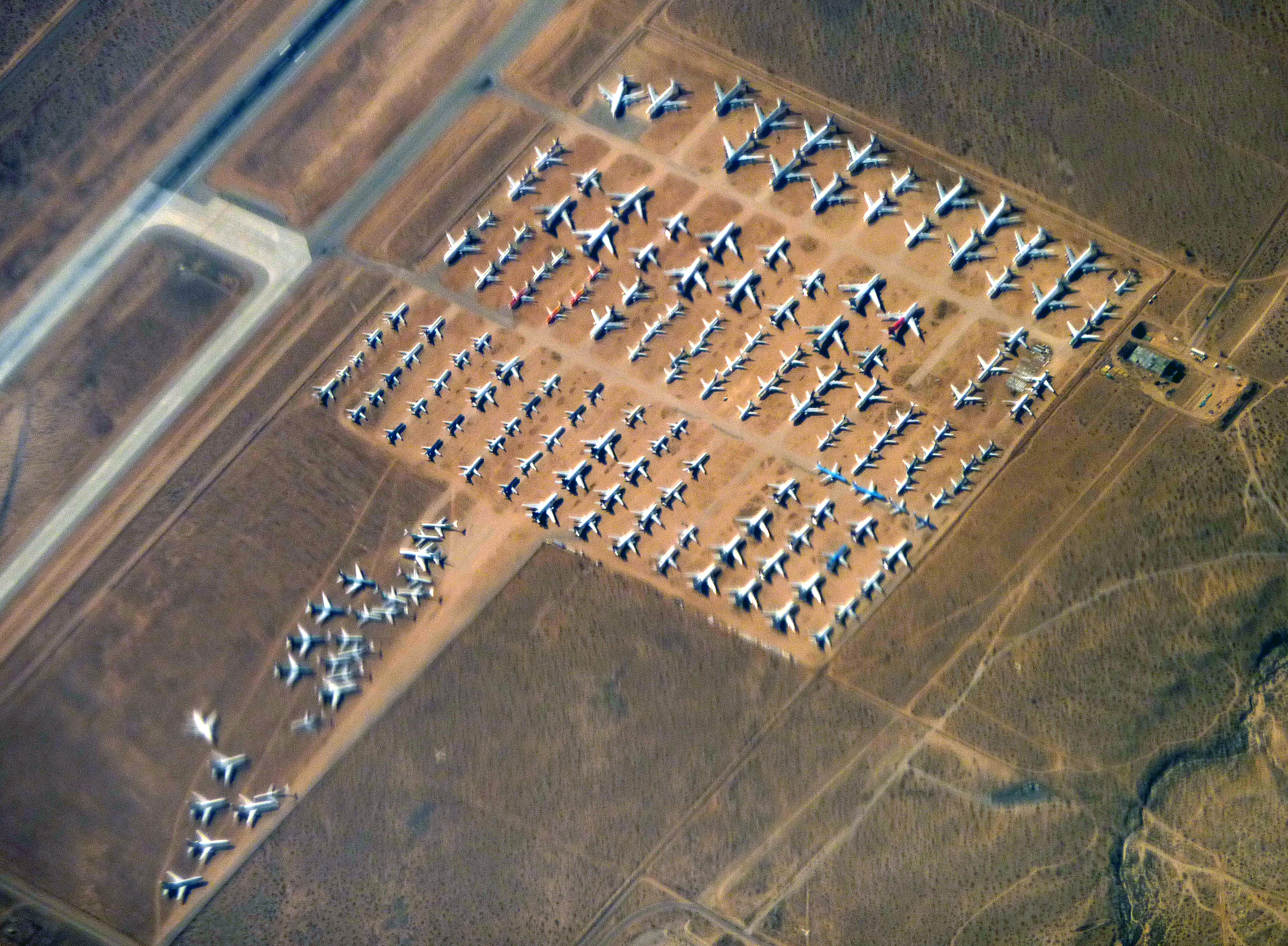
「飛行機の墓場」の空撮写真
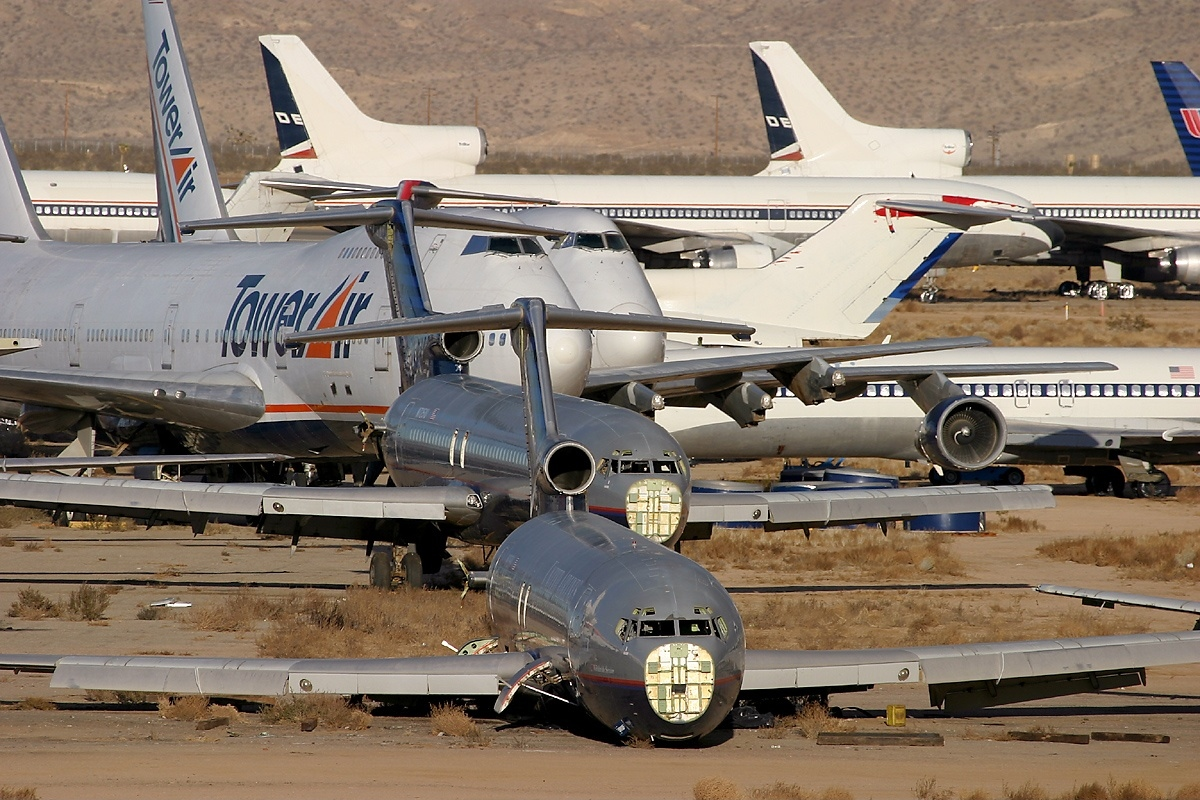
解体される元ユナイテッド航空のボーイング727
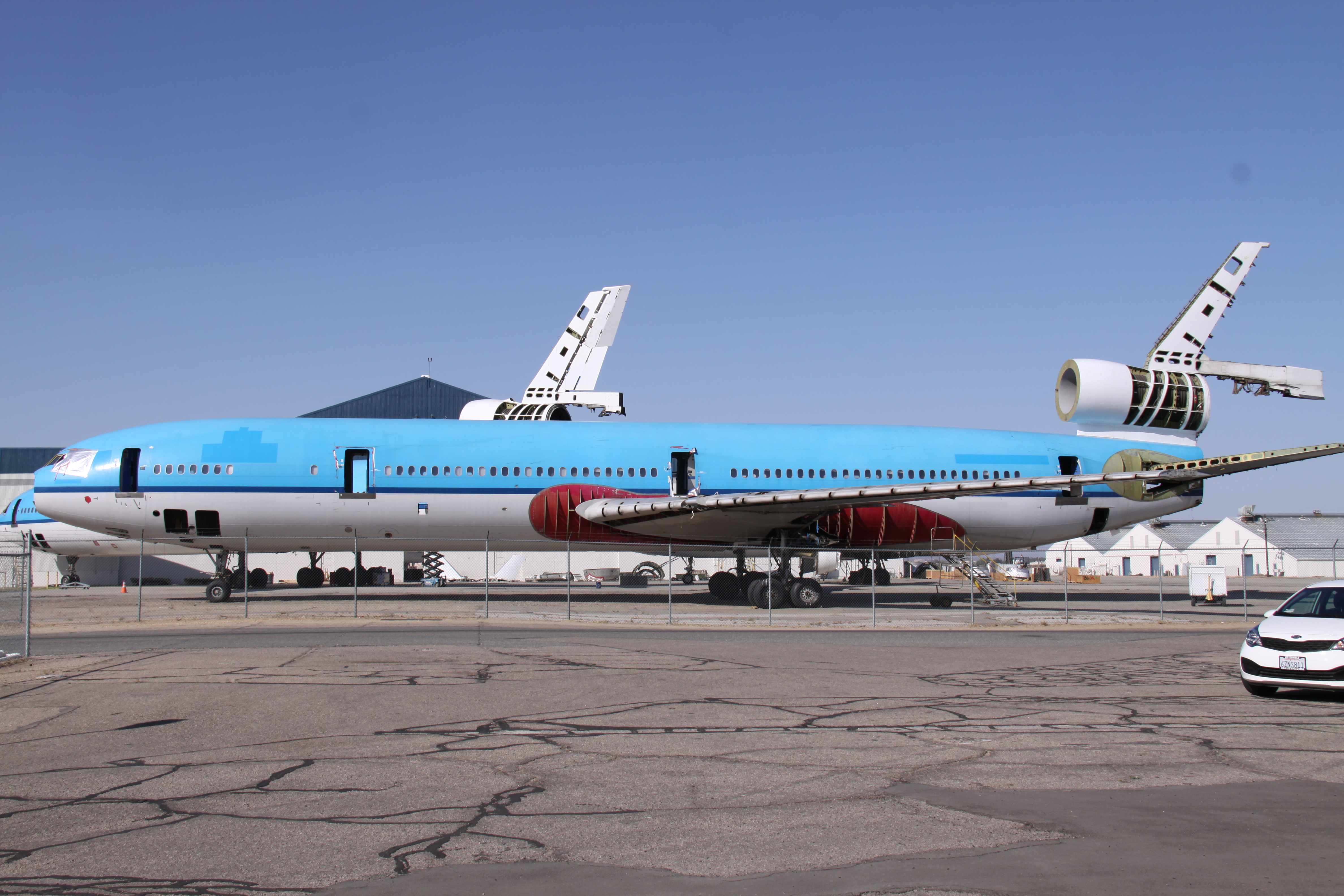
徐々に部品が取り外されていくKLMオランダ航空のMD-11
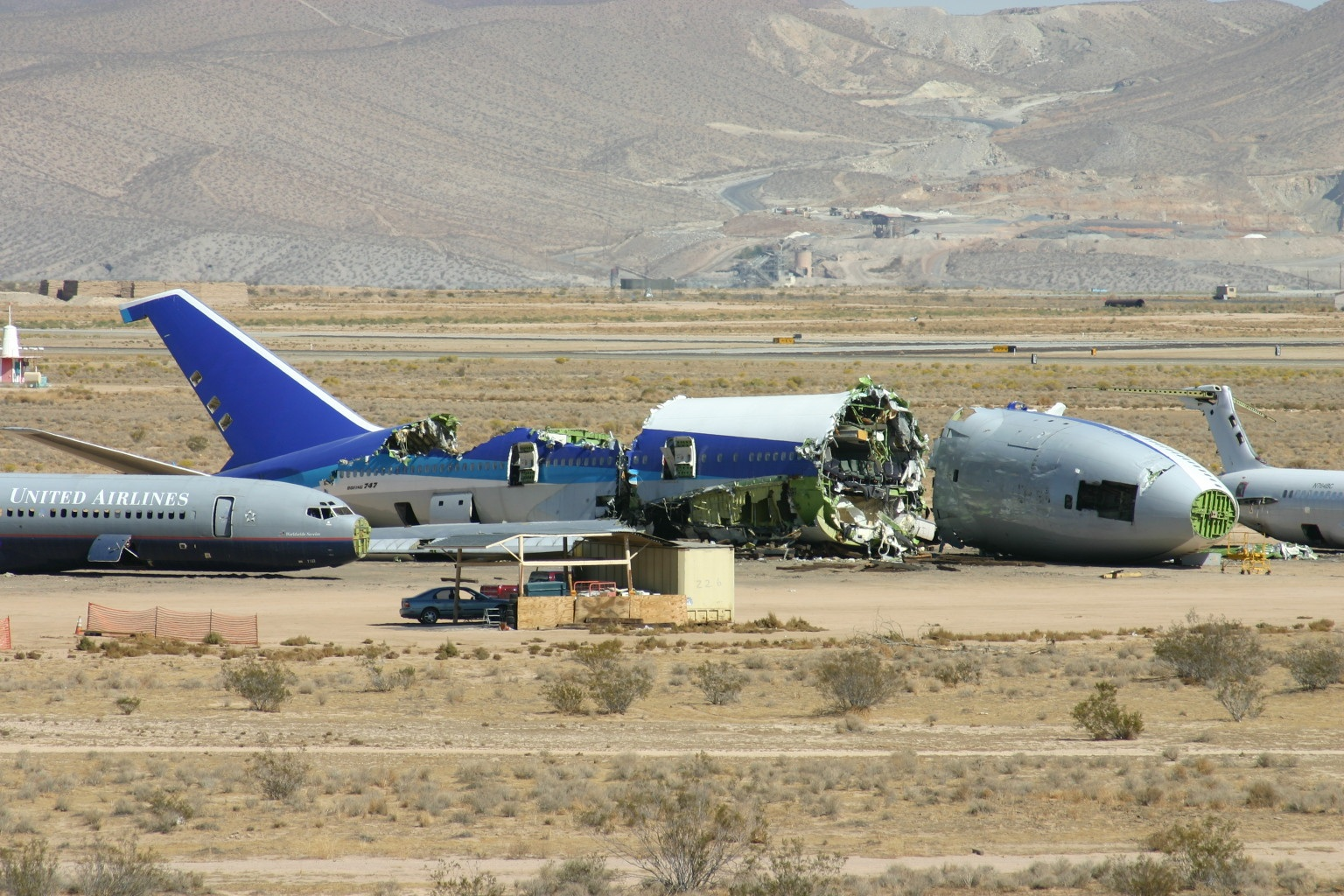
解体された元ANAのボーイング747SR-100（JA8147）